# La nova gelosia
La nova gelosia (in napoletano: la nuova persiana), conosciuta anche come Fenesta co sta nova gelosia e Canzone di Afragola, è una canzone classica napoletana, di autore anonimo. La canzone fu riscoperta da Roberto Murolo, che la pubblicò nel 1963 nel primo volume della sua raccolta della canzone napoletana. 
La "gelosia" è il serramento della finestra che impedisce all'amato di guardare la sua bella.

## Altre versioni
La canzone in seguito, fra gli altri, fu ripresa da Fabrizio De André, Massimo Ranieri, Angelo Branduardi, da  Luciano De Crescenzo, Dora Liguori nella loro raccolta Napoli Musica e Poesia (1980) e Gianni Lamagna